# Przemysław Waściński
Przemysław Waściński (né le 29 mars 1995) est un athlète polonais, spécialiste du 400 m.
Le 29 juin 2014, il court le 400 m en 47 s 25 à Toruń. En salle, son meilleur temps est de 47 s 21, toujours à Toruń, le 5 mars 2016. Le 5 mars 2017, il remporte le titre continental du relais 4 x 400 m lors des Championnats d'Europe de Belgrade, avec ses coéquipiers Kacper Kozłowski, Łukasz Krawczuk et Rafał Omelko, en 3 min 6 s 99.